# Стенчешть (Бузеу)
Стенчешть, Стенчешті (рум. Stăncești) — село у повіті Бузеу в Румунії. Входить до складу комуни Ваду-Пашій.
Село розташоване на відстані 100 км на північний схід від Бухареста, 8 км на схід від Бузеу, 92 км на захід від Галаца, 118 км на південний схід від Брашова.

## Населення
За даними перепису населення 2002 року у селі проживали 1568 осіб, усі — румуни. Усі жителі села рідною мовою назвали румунську.